# Karwieńskie Błota

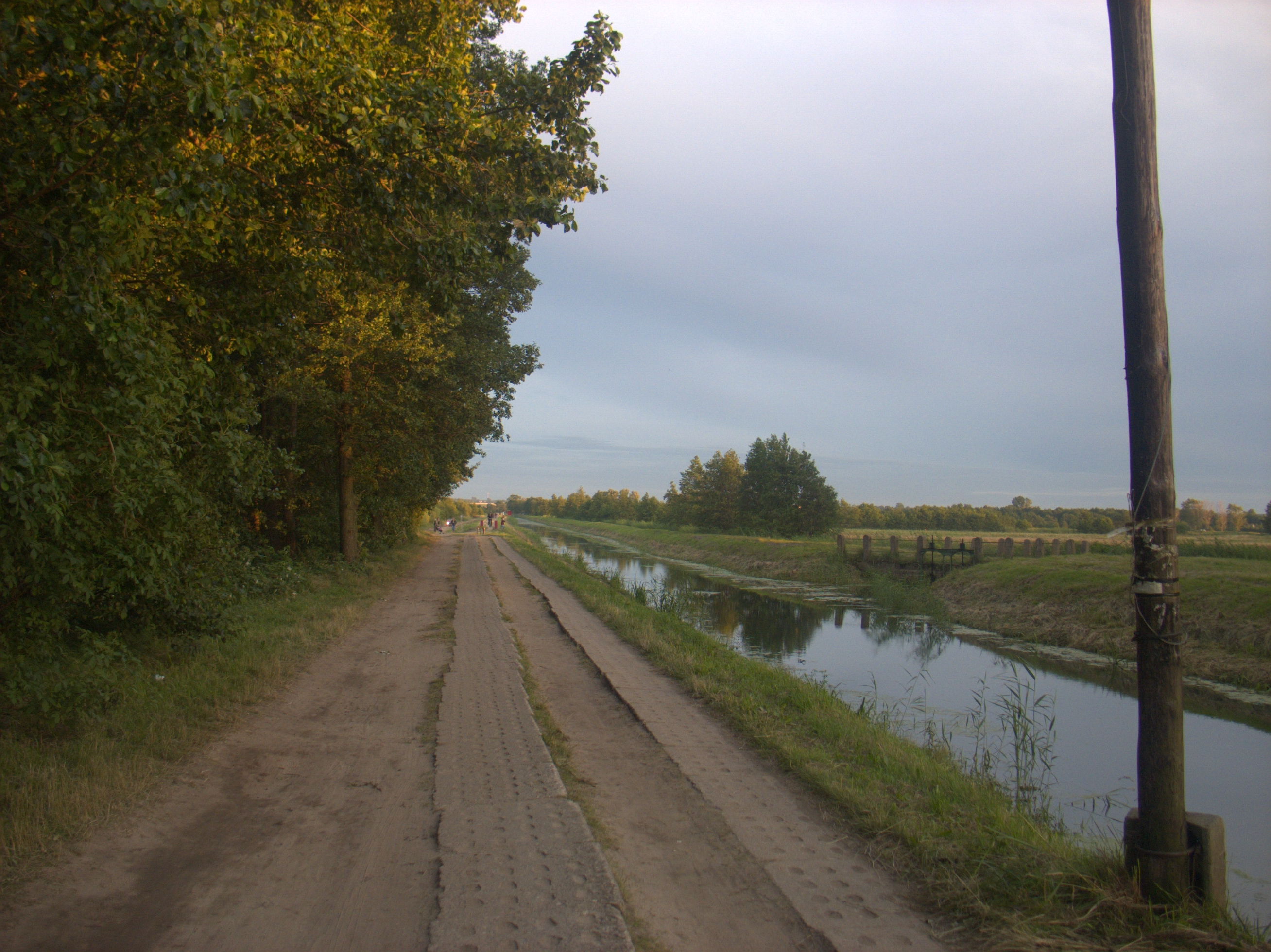
Karwianka, droga w kierunku Karwieńskich Błot

Karwieńskie Błota (kaszb. Karwiéńsczé Błota, niem. Karwenbruch) – obszar bagienno-torfowiskowy w otulinie Nadmorskiego Parku Krajobrazowego (w bezpośrednim sąsiedztwie Bałtyku), na zachód od Karwi i Kępy Ostrowskiej, na wschód od Wierzchucińskich Błot i ujścia rzeki Piaśnicy.
W 1599 roku na obszarze błot została założona przez starostę Jana Wejhera miejscowość Karwieńskie Błoto (obecnie Karwieńskie Błoto Pierwsze i Karwieńskie Błoto Drugie), zasiedlona przez ściągniętych osadników olęderskich (głównie mennonitów). Osadnicy osuszyli częściowo obszar błot i zamieszkiwali w zwartej grupie aż do pierwszych lat XX wieku (zachowując własne, specyficzne kulturę, język i tradycje).
Na terenie miejscowości Karwieńskie Błoto Pierwsze znajduje się zabytkowy cmentarz ewangelicki.